# Sarzens
Sarzens is een voormalige gemeente en plaats in het Zwitserse kanton Vaud en maakt sinds 1 januari 2008 deel uit van het district Broye-Vully. Voor 2008 maakte de gemeente deel uit van het toenmalige district Moudon.
Sarzens telt 68 inwoners.
De gemeente ging in 2017 op in Lucens.